# Cliff at Christmas
Cliff at Christmas är ett julalbum från 2003 av Cliff Richard.

## Låtlista
| Nr  | Titel                                     | Längd |
| --- | ----------------------------------------- | ----- |
| 1.  | Have Yourself a Merry Little Christmas    | 4:17  |
| 2.  | Mistletoe and Wine                        | 4:06  |
| 3.  | Walking in the Air                        | 4:20  |
| 4.  | Little Town                               | 4:08  |
| 5.  | Mary's Boy Child                          | 3:39  |
| 6.  | Christmas is Quiet                        | 4:20  |
| 7.  | Let it Snow                               | 3:33  |
| 8.  | Saviour's Day                             | 4:54  |
| 9.  | White Christmas                           | 3:16  |
| 10. | Silent Night (Stille Nacht, helige Nacht) | 5:29  |
| 11. | Santa's List                              | 4:39  |
| 12. | When a Child is Born                      | 3:36  |
| 13. | Come to Us                                | 4:34  |
| 14. | The Christmas Song                        | 4:12  |
| 15. | We Should Be Together                     | 4:26  |
| 16. | Winter Wonderland                         | 2:53  |
| 17. | The Millennium Prayer                     | 4:41  |

### Fotnoter
1. ↑  ”Cliff at Christmas” (på engelska). Discogs. 11 mars 2003. http://www.discogs.com/Cliff-Richard-Cliff-At-Christmas/release/5523854. Läst 12 december 2014.